# San José (Guatemala)
Pour les articles homonymes, voir San José.
San José est une ville du Guatemala dans le département d'Escuintla.